# Corrofin, Clare

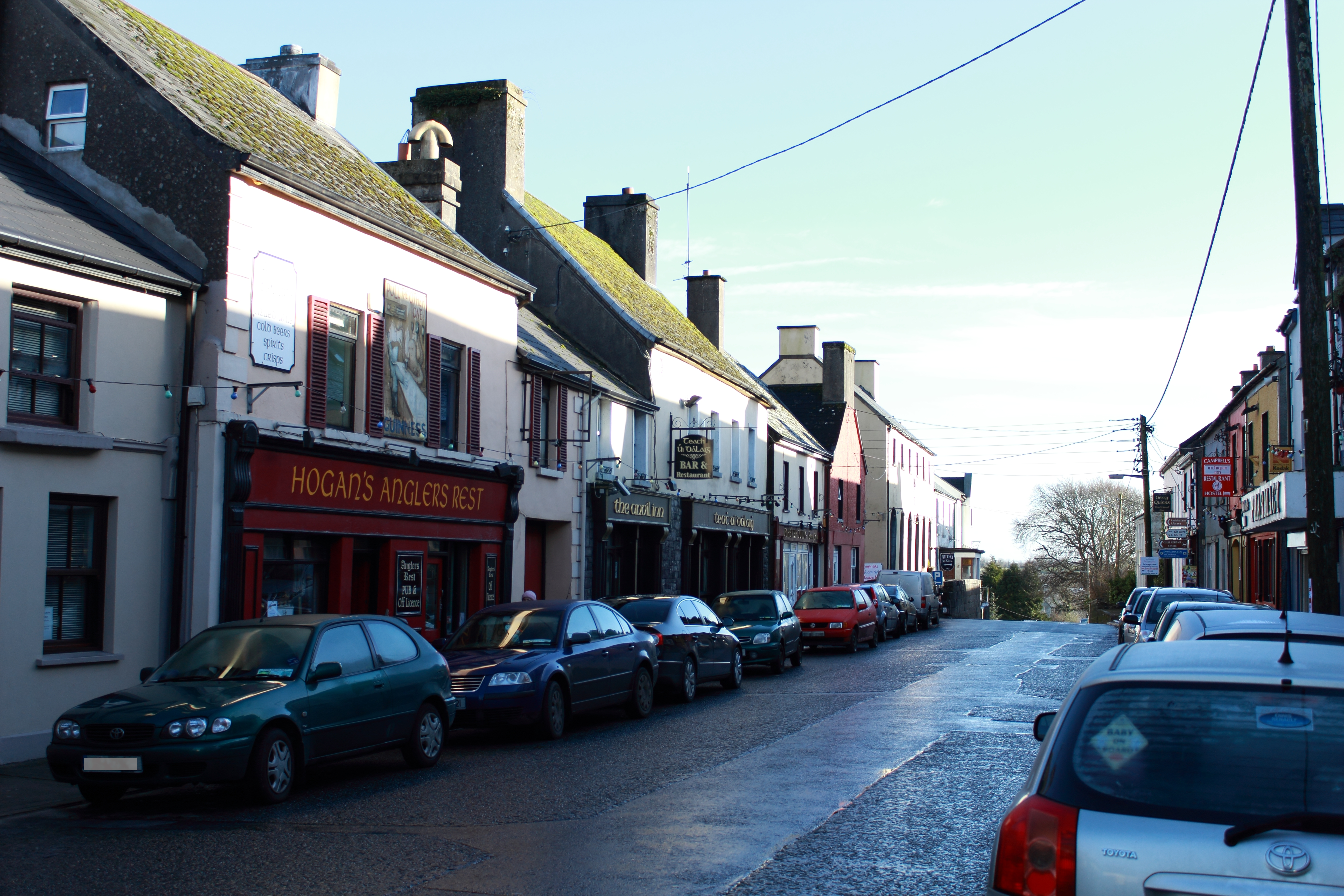

Corrofin (även stavat Corofin) är en ort i grevskapet Clare i Republiken Irland med 485 invånare (2006). Corrofin ligger strax söder om Burrenområdet.